# Holiday (Stargate SG-1)
Holiday (Vacaciones) es el décimo séptimo episodio de la segunda temporada de la serie de televisión de ciencia ficción Stargate SG-1, y el trigésimo noveno capítulo de toda la serie. 

## Trama
El SG-1 llega a un laboratorio alienígena con muchos extraños dispositivos. Pronto se topan con un hombre viejo, que Teal'c identifica como Ma'chello, un humano buscado por los Goa'uld. También hallan una clase de agenda electrónica. El viejo, algo excéntrico, conversa con Daniel y le señala que tome un dispositivo, junto con él. Al hacerlo, el aparato produce un choque estático que hace que Ma'chello se desplome, por lo que es traído a la Tierra. Una vez allí, Daniel comienza a actuar extraño y pide unos días de receso, en los cuales va por las calles, pidiendo a la gente que le enseñe las costumbres locales, pero solo logra hacerse amigo de un vagabundo llamado Fred.
Mientras tanto, el SG-1 es llamado a la enfermería porque Ma'chello sabe mucho sobre Daniel. Pronto se dan cuentan que Daniel y Marchello han cambiado sus cuerpos. Sin embargo, Daniel/Ma'chello está muy enfermo, al borde de la muerte. Debido a esto, buscan a Marchello y logran encontrarlo, gracias a que este utilizó su tarjeta de crédito para pagarle una comida a Fred.
Ya de vuelta en el SGC, trata de negociar con Carter y Hammond para conservar el cuerpo "joven" de Daniel. Él ofrece enseñar a Carter cómo descifrar su "agenda" que contiene sus invenciones tecnológicas contra los Goa'uld, escritas en un código inventado por él mismo. Tanto Carter como Hammond rechazan esto tajantemente, y deciden llevarlo donde Daniel. Allí Daniel acusa a Ma'chello diciendo que, aunque él diga que odia a los Goa'uld, si es capaz de robar el cuerpo de otra persona, entonces él no es mejor que estos.
Luego, Teal'c y O'Neill son enviados a traer de vuelta el dispositivo de intercambio de mentes, pero al regresar con él, revelan que accidentalmente cambiaron sus cuerpos. O'Neill, en el cuerpo de Teal'c, sufre luego una enfermedad y debe aprender el Kel No'Reem, una especie de meditación que los Jaffa usan para recuperar fuerzas y curarse mejor. Después de muchos intentos infructuosos en el laboratorio de Carter por cambiar a Jack y a Teal'c, Marchello dice que el intercambio es unidireccional; un intercambio único de cuerpos puede suceder solamente una vez. Sin embargo, pronto Carter formula un plan parecido a jugar las "sillas musicales" con los cuerpos de los 4, simplemente rotando sus mentes a través de un círculo, en vez de intentar un intercambio directo.
Ma'chello conviene y expresa su pena por no tener tiempo pasar enseñar a Carter su código. Así pues, Jack (en el cuerpo de Teal'c) cambia con Marchello (en el cuerpo de Daniel). Entonces Teal'c (en el cuerpo de Jack) cambia con Daniel (en el cuerpo de Ma'chello). Entonces Teal'c (en el cuerpo de Ma'chello) intercambia con Ma'chello (en el cuerpo de Teal'c). Finalmente, Jack (en el cuerpo de Daniel) intercambia con Daniel (en el cuerpo de Jack). Ma'chello, finalmente de vuelta en su propio cuerpo, agradece a Daniel sus "Vacaciones" y tranquilamente muere.

## Artistas invitados
- Teryl Rothery como la Dra. Janet Fraiser.
- Michael Shanks como Ma'chello.
- Alvin Sanders como Fred.
- Melanie Skehar como la Camarera.
- Darryl Scheetar como el Policía.